# D2MAC
D2MAC är ett analogt sändningssystem för satellit-TV som var mycket populärt i Skandinavien under 1990-talet och 2000-talets första år. MAC står för Multiplexed Analog Components och syftar på att signalens komponenter sänds uppdelade tidsmässigt. D-et i sin tur står för Digital. Synkinformation, ljud och text-tv-data sänds digitalt, bilden är däremot som i de övriga MAC-varianterna analog. 2-an i D2MAC står för att datahastigheten är halverad jämfört med DMAC. MAC-systemen utvecklades för att bättre passa satelliternas frekvensmodulerade sändningar, och därmed ge bättre bildkvalitet än PAL kunde erbjuda. Trots den högre bild- och ljudkvalitén användes MAC-systemen sparsamt utanför skandinavien. D2MAC sändes antingen fritt eller tillsammans med något krypteringssystem. Vanligen Eurocrypt.
D2MAC är en variant av ett antal MAC-system. De övriga var BMAC, CMAC och DMAC. Av dessa var även DMAC tidvis intressant i Skandinavien. B- och C-mac har i och för sig också använts, men endast som proffssystem.
Alla satellitkanaler som sände med D2MAC har gått över till digitala sändningar med DVB-S. De kanaler som använde D2MAC längst var DR2, TV3 Danmark och TV3+ Danmark som fortfarande sändes analogt via Thor 2 och Thor 3 år 2006. DR2 släcktes ner den 1 juli 2006, vilket innebar slutet för D2MAC-standarden och analog satellit-TV i Norden.